# Fontaine-Fourches
Fontaine-Fourches település Franciaországban, Seine-et-Marne megyében. Lakosainak száma 578 fő (2022. január 1.). Fontaine-Fourches Gumery, La Louptière-Thénard, Traînel, Noyen-sur-Seine, Passy-sur-Seine, Villiers-sur-Seine, Villuis és Perceneige községekkel határos.

## Népesség
A település népességének változása:
| Lakosok száma | 596  | 600  | 617  | 602  | 595  | 588  | 581  | 580  | 578  |
|               | 2013 | 2015 | 2016 | 2017 | 2018 | 2019 | 2020 | 2021 | 2022 |